# Илики
Илѝки или Лѝкарис (на гръцки: Υλίκη, Λίκαρις) е най-голямото и сладководно езеро в Беотия. През 1959 г. е изградено водосборно съоръжение, посредством което водите му служат за водоснабдяване на Атина.
Разположено е на 10 km северно от Тива.

## Други
- Ταμιευτήρας Υλίκης Архив на оригинала от 2013-04-13 в Wayback Machine.